# Irish Open 1962
Die Irish Open 1962 waren die 49. Austragung dieser internationalen Meisterschaften von Irland im Badminton. Sie fanden vom 16. bis zum 17. Februar 1962 in Dublin statt.

## Titelträger
| Disziplin    | Sieger                       |
| ------------ | ---------------------------- |
| Herreneinzel | Charoen Wattanasin           |
| Dameneinzel  | Ursula Smith                 |
| Herrendoppel | Robert McCoig Frank Shannon  |
| Damendoppel  | Yvonne Kelly Mary O’Sullivan |
| Mixed        | Robert McCoig Wilma Tyre     |

## Finalresultate
| Disziplin    | Sieger                       | Finalist                           | Ergebnis          |
| ------------ | ---------------------------- | ---------------------------------- | ----------------- |
| Herreneinzel | Charoen Wattanasin           | Robert McCoig                      | 15–6, 15–8        |
| Dameneinzel  | Ursula Smith                 | Mary O’Sullivan                    | 12–10, 11–4       |
| Herrendoppel | Robert McCoig Frank Shannon  | Lennox Robinson Charoen Wattanasin | 15–10, 15–11      |
| Damendoppel  | Yvonne Kelly Mary O’Sullivan | Sheila McCoig Ursula Smith         | 12–15, 15–8, 15–8 |
| Mixed        | Robert McCoig Wilma Tyre     | Mac Henderson Catherine Dunglison  | 15–11, 15–11      |